# Rustam Rahimov
Rustamhodza „Rustam“ Rahimov (tadschikisch Рустамхоҷа Раҳимов Rustamchodscha Rahimow, russisch Рустамходжа Назриходжаевич Рахимов Rustamchodscha Nasrichodschajewitsch Rachimow, englisch Rustamhodza Rahimov; * 16. Februar 1975 in Duschanbe, Tadschikische SSR) ist ein ehemaliger tadschikisch-deutscher Amateurboxer und jetziger Trainer.

## Werdegang
Rahimov begann im Alter von zwölf Jahren mit dem Boxen. 1995 setzte er sich bei der Weltmeisterschaft in Berlin zusammen mit Timur Schaburow von seiner Mannschaft ab und beantragte in Deutschland Asyl. Mit Hilfe des älteren Bruders von Timur, Magomed Schaburow, und dessen Trainern Valentin Silaghi und Volker Grill kamen die beiden beim KSV Schriesheim unter. Sie fungierten dann als Sparringspartner bei der Olympiavorbereitung von Weltmeister Zoltan Lunka. Die nächsten Jahre bis zu seiner Einbürgerung boxte Rahimov in der Ersten und Zweiten Bundesliga für den BC Esslingen, den BC Eichstätt, TSV Bayer 04 Leverkusen und den 1. BC Magdeburg.
Beim Chemiepokal 2001 in Halle belegte er den 5. Platz. 2002 wurde er eingebürgert und schaffte es durch einen Punktsieg über den Flensburger Vardan Zakarjan, sich für die Europameisterschaften in Perm (Russland) zu qualifizieren. Dort schied er im Achtelfinale aus. In den Jahren 2002 und 2003 wurde Rahimov Deutscher Meister im Bantamgewicht sowie 2005, 2006 und 2007 im Federgewicht. Bei den Weltmeisterschaften 2003 in Bangkok verlor er im Halbfinale gegen den Lokalmatador Somjit Jongjohor und belegte den dritten Platz. Im folgenden Jahr nahm Rahimov für Deutschland an den Olympischen Spielen 2004 in Athen teil, wo er die Bronzemedaille im Fliegengewicht gewann, als er dem späteren Olympiasieger Yuriolkis Gamboa aus Kuba unterlag.
2005 gewann er im Bantamgewicht bei den Weltmeisterschaften in Mianyang Silber, als er den US-amerikanischen „Jungstar“ Gary Russell junior schlug und im Finale dem Kubaner Guillermo Rigondeaux unterlag. Bei den Militärweltmeisterschaften 2006 belegte der Sportsoldat ebenfalls den zweiten Platz. Weniger Erfolg hatte er bei den Weltmeisterschaften 2007 in Chicago, wo er bereits in der zweiten Runde gegen den Kasachen Mirschan Rachimschanow ausschied. Durch einen dritten Platz beim ersten europäischen Olympia-Qualifikationsturnier in Italien erwarb er das Recht, bei den Olympischen Spielen 2008 in Peking im Bantamgewicht (bis 54 kg) zu starten. Dort schied Rahimov bereits in der ersten Runde aus, als er dem Favoriten Xurshid Tojiboyev klar mit 2:11 Punkten unterlag. Kein deutscher Boxer kam in die zweite Runde.
Nach seiner aktiven Karriere wurde Rachimov Trainer. Seit 2012 gehört er zusammen mit Valentin Silaghi, Michael Timm und Zoltan Lunka zum Trainerteam der World-Series-of-Boxing-Mannschaft German Eagles.